# Žukovski, Rusija
Žukovski (rusko Жуковский, rusko: [ʐʊˈkofskʲɪj]) je mesto v Moskovski oblasti v Rusiji, ki leži ob reki Moskvi, 40 km JV od Moskve. Leta 2010 je imelo 104.736 prebivalcev.
MAKS (rusko МАКС, Международный авиационно-космический салон, Mednarodni letalski in vesoljski salon) je mednarodna letalska in vesoljska razstava (letalski šov), ki se odvija vsaki dve leti v Žukovskem na preskusnem Letališču Ramenskoje Letalskega raziskovalnega inštituta Gromova (LII) jugovzhodno od Moskve. Večinoma traja šest dni. Zadnje tri dni je odprt za javnost.
Na mestu današnjega Žukovskega sta bili prvotno vasi Novoroždenstveno in Kolonec. V zgodovinskem delu naselja je danes vas Bikovo. Poskus zgraditi mesto na tem območju je bil prvič narejen na začetku 20. stoletja. V mestu so ustanovili Letalski raziskovalni institut, gledališče Strela in Žukovsko letalsko tehnično šolo V. A. Kazakova.
Leta 2007 je bila sprejeta odločitev o oblikovanju Nacionalnega centra za proizvodnjo letal na osnovi Žukovskega, vendar ta odločitev še ni bila realizirana.
V mestu je eno od največjih središč za razvoj in preizkušanje letal.
Na začetku 90. let 20. stoletja je Žukovski postal »znanstveno mesto«. 29. januarja je ruski premier Mihail Fradkov podpisal odlok o »dodelitvi statusa znanstvenega mesta Ruske federacije mestu Žukovski (Moskovska oblast).« Žukovski je postal dvanajsto znanstveno mesto v Rusiji. Prioriteta za Žukovski so postale informacijsko-telekomunikacijski sistemi, transport, letalsko-vesoljski sistemi, napredna orožja, vojaška in specialna oprema, energija in varčevanje z energijo.
Leta 1960 so v Žukovskem ustanovili simfonični orkester.
30. maja 2016 je bilo odprto mednarodno letališče.